# Bellew Zawierucha
Bellew Zawierucha (ang. Smoke Bellew) – powieść przygodowa Jacka Londona, której akcja toczy się na Alasce, podczas „gorączki złota”. Książka została wydana w roku 1912. Pierwszy polskie tłumaczenie Jerzego Bandrowskiego ukazało się w 1925 nakładem Wydawnictwa E. Wende i Spółka, pod tytułem Wyga (Kurzawa Bellew).

## Fabuła
Tytułowy bohater, Christopher Bellew, to młody człowiek z dobrego domu, wykształcony, mieszkaniec wielkiego miasta, pracujący w redakcji jednej z gazet. Kiedy podczas spotkania ze stryjem dowiaduje się o planowanej wyprawie na Alaskę, decyduje się wziąć w niej udział. Przez pierwsze dni podróży Christopher (Kit) odkrywa swoją słabość fizyczną oraz kompletny brak przygotowania do twardego życia pioniera i poszukiwacza złota. Wyśmiewany przez wytrawnych podróżników i niejednokrotnie poniżany przez nich postanawia jednak kontynuować swoją przygodę i dorównać starym wygom („Wyga” – pierwotny, roboczy tytuł pierwszego wydania powieści). Dociera w końcu do Dawson na Alasce, gdzie postanawia zostać na dłużej. Już w czasie podróży, dzięki zbiegowi okoliczności uzyskuje przydomek „Zawierucha”, który przywiera do niego tak mocno, że niektórzy zapominają jak ma naprawdę na imię. W czasie swojego pobytu na Alasce wplątuje się w wiele zarówno niebezpiecznych, jak i zabawnych przygód. Bierze udział w gonitwie o złotą działkę, którą udaje mu się wygrać ex aequo z jednym ze starych pionierów. Dopiero to wydarzenie powoduje, że zostaje zaakceptowany w dość hermetycznym środowisku poszukiwaczy złota.